# Fredensborghusene
Fredensborghusene är en grupp enfamiljshus utanför Fredensborg i Danmark.  
De ritades av arkitekten Jørn Utzon på initiativ av Jørgen Saxild från ingenjörsfirman Kampsax A/S och byggdes mellan 1959 och 1963. Gruppen består av 30 radhus och 47 vinkelhus samt en gemensamhetsanläggning med restaurang, festlokaler och 9 gästrum. Den ägs av institutionen Danes Worldwide som hyr ut husen till danskar som har arbetat i utlandet.
Husen är byggda av gult tegel med trädetaljer och ligger på en södersluttning. Radhusen är i två våningar och vardagsrummet går ända upp till taket. Därifrån är det utgång till en mindre muromgärdad trädgård.
Vinkelhusens två flyglar ansluter till de omgivande murarna så att de bildar en atriumgård runt trädgården. Vardagsrummet med öppen spis och ett litet kök ligger i den ena flygeln och i den andra finns flera små rum. Stora fönster i hela husets längd ger ljus och utsikt mot trädgården. Husen är förskjutna mot varandra och taken är täckta med taktegel. Trädgårdarna har planerats av 
landskapsarkitekt Jørn Palle Schmidt och murarna runt dem har   olika höjd.

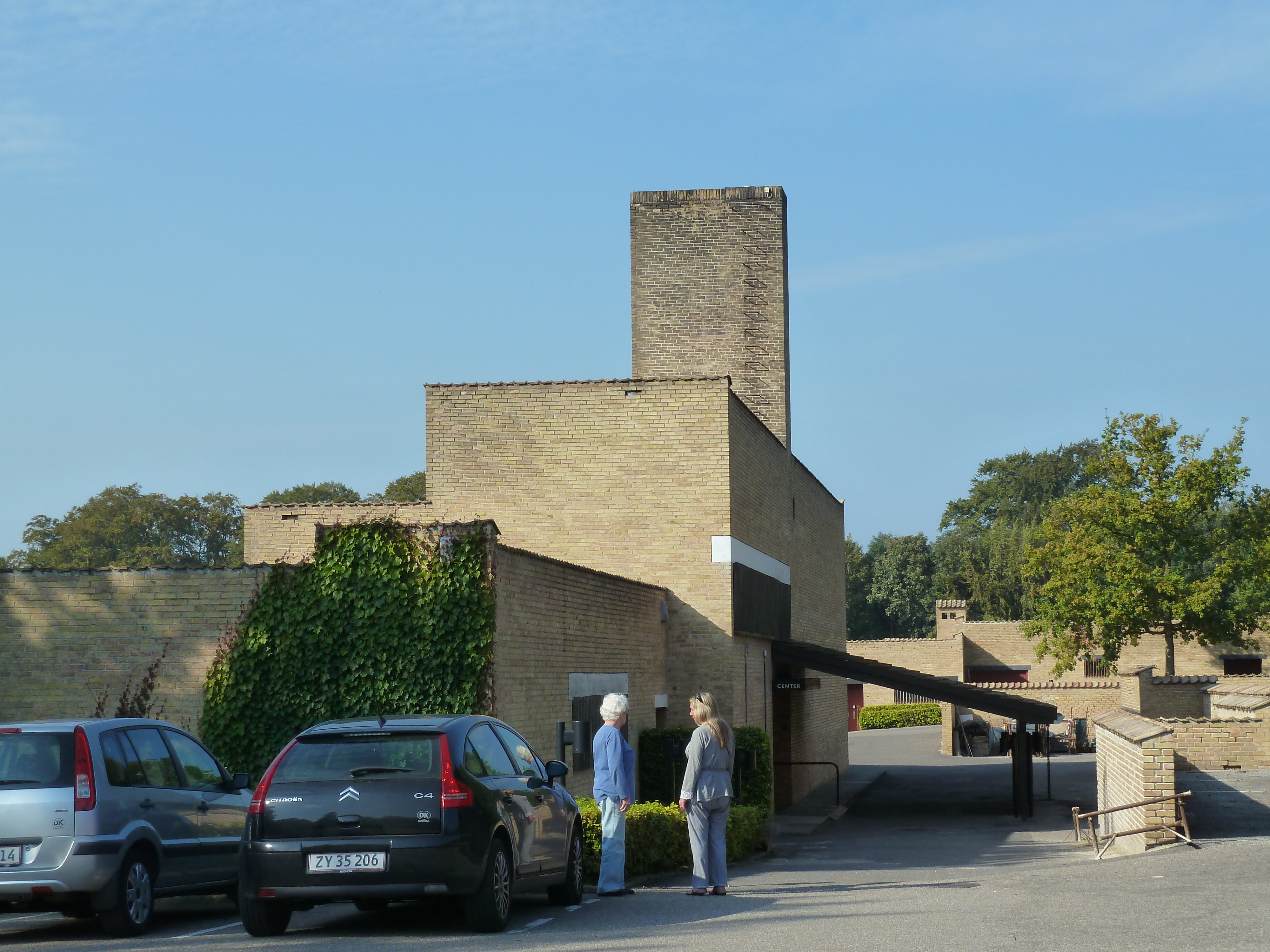
Gemensamhetsanläggningen.

Gemensamhetsanläggningen är en samlingsplats för de boende och  delvis inrett med möbler som har ritats av Jan Utzon. På väggarna hänger föremål som föreningsmedlemmarna har tagit med hem från utlandet. Hösten 2021 öppnade  
Utzon Museum Fredensborg i byggnaden med stöd av Realdania. Här kan man uppleva byggnadens arkitektur, indredning och stämning samt få en förståelse för Utzons utsökta balans mellan gemenskap och privatliv i Fredensborghusene.
Byggnaderna  kulturmärktes den 
25 maj 1987.